# Jorge Romo
Jorge Romo (La Habana, 20 de abril de 1923 - Cuernavaca, 17 de junio de 2014) fue un  futbolista mexicano nacido en Cuba que jugaba en la demarcación de defensa.

## Biografía
Hijo de padres mexicanos, nació en la ciudad de La Habana, Cuba el 20 de abril de 1923. Hizo la carrera de abogado en la escuela Nacional de Jurisprudencia, pero se dedicó a futbolista. Debutó con el Club de Fútbol Asturias, pasó al Club Deportivo Marte donde fue campeón y terminó sus años en el Deportivo Toluca. Participó en las Eliminatorias de la Copa Mundial de Fútbol de 1950, jugando los partidos en el que México venció a Cuba por 2:0 y contra los Estados Unidos 6:2, aunque al final de cuentas no fue llamado para jugar la Copa. Posteriormente sería llamado a participar en la Copa Mundial de Fútbol de 1954, donde jugó contra Brasil y Francia y luego en la Copa Mundial de Fútbol de 1958 contra Suecia y Gales, este último logrando conseguir el primer punto para la selección nacional en Copas del Mundo.  

### Participaciones en Copas del Mundo
| Mundial                        | Sede   | Resultado    |
| ------------------------------ | ------ | ------------ |
| Copa Mundial de Fútbol de 1954 | Suiza  | Primera Fase |
| Copa Mundial de Fútbol de 1958 | Suecia | Primera Fase |